# Esther Bubley
Esther Bubley (Phillips, Wisconsin, 16 de febrero de 1921 - 1998) fue una fotógrafa estadounidense que se especializó en expresivas fotos de gente normal en su vida cotidiana.
Nació en Wisconsin, la cuarta de los cinco hijos del matrimonio de inmigrantes judíos rusos Louis e Ida Bubley. Se empezó a interesar por la fotografía en la Escuela Superior de Secundaria Superior, Wisconsin, y, después de dos años en la Universidad Estatal Superior de Profesores (hoy la Universidad Superior de  Wisconsin), se trasladó a la Escuela de Arte de Mineápolis (hoy la Escuela de Arte y Diseño de Mineápolis) específicamente en su programa anual de la fotografía.
- Datos: Q3058959
- Multimedia: Esther Bubley / Q3058959